# Albert (trovatore)
Albert (fl. XIII secolo) è stato un trovatore occitano del XIII secolo di cui non conosciamo né vita né luogo d'origine.
Forse identificabile con Alberjat. Della sua opera ci resta un partimen "N'Albert, chauçeç la cal mais vos plairia" composto insieme a Simone Doria
Partimen
          [Simone Doria]

          N'Albert, chauçeç la cal mais vos plairia

          en dreit d'amor, puois tant forç n'es l'acais:

          vostra dompna vestida cascun dia

          e causada aver dins un palais,

          o'n una canbra, sol qe lum no.i sia,

          tuta nuda, si co.us plairia mais,

          cascuna nuog tenir per druderia

          dinç un ric lieç? Causir podes uoimais,

          c'al mieu senblant ieu sai ben cal penria.

          [Albert]

          Amic Simon, ben vos dic sen bausia

          c'ieu am mil tanz dompna tener en pais

          a cascun giorn e causada e vestida

          e en çanbra o e.n loc segur ses fais,

          c'aver sella in privat, qu'eu volria,

          tuta nuda de nuotç qe no.i fos rais,

          q'eu non volgra dompna aver in balia

          s'ieu no la vis, qui me dones Roais,

          per ce ieu vos dic qe als non jujaria.

          [...]